# Ludwig Koob

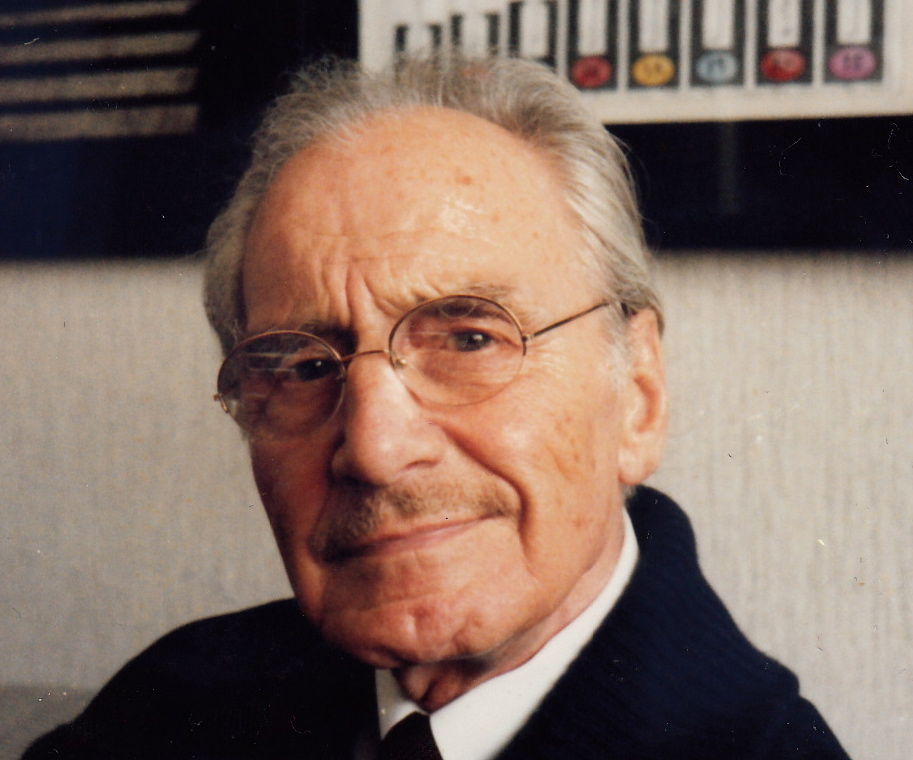
Ludwig Koob, 1987

Ludwig Koob (* 17. Februar 1909 in Frankenthal/Pfalz; † 9. Juni 1993 in Wuppertal) war ein deutscher Gebrauchs- und Werbegrafiker, Karikaturist und Illustrator.

## Leben
Ludwig Koob wurde 1909 in Frankenthal/Pfalz geboren. Im Jahre 1920 übersiedelte er mit seinen Eltern und seinen drei Geschwistern über Gaggenau (Baden-Württemberg) nach Gera (Thüringen). Nach dem Abitur auf der Oberrealschule in Gera im Jahre 1928 begann er seine künstlerische Ausbildung an der Modenzeichenschule Feige-Strassburger in Berlin-Wilmersdorf. Anschließend nahm er seine praktische Berufstätigkeit als Werbegrafiker und Dekorationsmaler zunächst in Berlin im Kaufhaus Tietz auf und zog dann über Stuttgart nach Wuppertal-Barmen, wo er seine Tätigkeit als Werbegrafiker im Kaufhaus der Brüder S.+R. Wahl fortsetzte. Im Jahre 1948 machte er sich selbständig und arbeitete freiberuflich mit Atelier im Merkur-Haus in Wuppertal-Barmen.
1941 war er – mit Unterbrechungen bis zum Ende des Zweiten Weltkrieges – in den Kriegsdienst eingezogen und kehrte nach US-amerikanischer Kriegsgefangenschaft in Italien im Jahre 1946 nach Wuppertal zurück. Nach seiner Rückkehr aus der Kriegsgefangenschaft setzte er seine freiberuflich/selbständige Tätigkeit mit Atelier und Wohnung in Wuppertal-Barmen und nach dem Umzug nach Wuppertal-Elberfeld im Jahre 1956 bis zu seinem Tod im Jahre 1993 fort.
Ludwig Koob hat mit seiner Ehefrau Sophie Koob, geb. Hinnenberg (Heirat 1939), zwei Söhne, Olaf Koob (* 1943) und Ronald Koob (* 1949).

## Künstlerisches Schaffen
Ludwig Koob hat von ca. 1938 bis zu seinem Tode im Jahre 1993 als selbständiger, freiberuflicher Gebrauchs- und Werbegrafiker, Karikaturist und Illustrator in der Stadt Wuppertal gearbeitet. Die Stadt Wuppertal bildete über 50 Jahre seinen Lebensmittelpunkt, war der Ort seines Schaffens, von dem seine Ideen in Form von Werbegrafik und Humorzeichnungen ihren Ausgang in alle Himmelsrichtungen nahmen. In diesem Zeitraum entstanden seine Humorzeichnungen für verschiedene Deutsche und Schweizer Illustrierte, Gebrauchs- und Werbegrafik sowie typografische Arbeiten für regionale und überregionale Auftraggeber. Er war Mitglied im „Ring Bergischer Künstler“, der seinen Sitz in der „Galerie Palette – Röderhaus“ im Haus Röder in Wuppertal-Barmen hatte. Eine jahrelange Zusammenarbeit verband ihn unter anderem mit dem Presse- und Werbeamt der Stadt Wuppertal (für das er das berühmte Zoo-Plakat „Besuch mich mal im Zoo Wuppertal“ entwarf), mit dem Deutschen Industrieinstitut in Köln, für das er die „Dorettchen-Witze“ als humoristische Beilage zeichnete und mit dem General-Anzeiger der Stadt Wuppertal (später Westdeutsche Zeitung), für den er jahrzehntelang regelmäßig politische Karikaturen, Jahresrückblicke und Sonderbeilagen gestaltete. Mit Humorzeichnungen war er im Schweizer „Nebelspalter“ oder in der deutschen „Bunte“ ebenso vertreten wie als Mitarbeiter der Markenindustrie. Er schuf Schaubilder für Industriesparten und ihre Verbände, darunter Grafiken für das Institut der deutschen Wirtschaft, die „activ“ informedia Verlags gmbh, für Inter-Nationes oder den Hauptverband der Deutschen Bauwirtschaft.
Mit der Veröffentlichung seiner Plakate in den  internationalen Jahrbüchern für Grafik-Design (modern publicity, GB, International Poster Annual und graphis annual, CH) und seiner Teilnahme auf der „International Biennial of Humour and Satire“ festigte er auch seinen Ruf als Grafiker.

### Technik
Nach seiner Ausbildung an der Modenzeichenschule blieb sein wichtigstes Zeichenutensil der Bleistift. Mit der Wischtechnik gab er seinen Zeichnungen anschließend die richtigen Schattierungen und feinen Grauabstufungen. In seinen grafischen Schaubildern verwendete er dann später die Rasterfolie als Schattierung. Parallel dazu verwendete er in seiner „Freihand-Technik“ die Feder, die Kreide, die Kohle, die Strichtechnik mit breiter Tuschfeder und die Aquarellfarbe. Mit diesen Techniken verlieh er seinen stillen, geistvollen und hintergründigen Humorzeichnungen, seinen Karikaturen und Werbegrafiken seinen eigenen Stil.

### Humoristische Karikaturen – Humorzeichnungen ab ca. 1938–1993 (Auswahl)
Einzelpublikationen/ganzseitige Humorbeiträge
- Bunte Illustrierte, München
- Deutscher Adrian-Verlag, Triest (vor 1945)
- General-Anzeiger der Stadt Wuppertal
- Gute Fahrt, Zeitschrift für Volkswagen
- IBZ = Illustrierte Berliner Zeitschrift
- Münchner Illustrierte Presse
- Der Mittag, Zeitung für Rhein und Ruhr
- Nebelspalter, Horn/Schweiz
- Neue Illustrierte Zeitung, Berlin
- Neue Illustrierte, Köln
- Pikkolo – Humoristisch-satirische Wochenzeitung
- Pinguin, Stuttgart
- Quick, Die aktuelle Illustrierte, München
- Schwäbische Illustrierte, Stuttgart
- Schweizer Auto-Magazin, Bern/Schweiz
- Tele, Saarbrücken
- Weltbild, Augsburg
- Westdeutsche Zeitung, Wuppertal/Düsseldorf

Politische Karikaturen ab 1954–1977
- General-Anzeiger der Stadt Wuppertal
- Nebelspalter, Horn/Schweiz
- Pinguin, Stuttgart
- Rheinischer Merkur, Bonn
- Westdeutsche Zeitung, Wuppertal/Düsseldorf

Gebrauchs- und Werbegrafik ab ca. 1950–1993
- Auto-Merkur (Kfz-Handel)
- Dr. Kurt Herberts Farben
- Kettenwerke Ruberg & Renner
- Luhns Seifenfabrik
- Luhnika Seifenpulver
- Metzenauer & Jung (Schaltgeräte)
- Bemberg AG (Textilunternehmen)
- Pikkolomödie (Kammertheater)
- Ring Bergischer Künstler
- Stadt Wuppertal
- Tienes Privatbrauerei
- Wuppertaler Stadtwerke
- Zoo Wuppertal
- ARAL Mineralölgesellschaft
- Allgäuer Alpenmilch AG (Bärenmarke)
- Bayrische Verlagsanstalt Bamberg und Wiesbaden
- NSU Automobile (heute VW/AUDI-Konzern)
- VW Volkswagenwerke Wolfsburg

Gestaltung von Publikationen, Broschüren und Schaubildern, Textillustrationen, Titelgestaltungen für Bücher ab ca. 1954–1993 für folgende Publikationen
- Deutsche Delattre & Levivier GmbH Industrieanlagen, Düsseldorf
- Deutsche Industrieinstitut, Köln
- Hauptverband der Deutschen Bauindustrie e.V., Berlin
- Inter-Nationes, Bonn
- Verlag für Deutsche Wirtschaftsbiographien (Verlag Heinz Flieger, Düsseldorf)
- Deutsche Industrieverlags-GmbH, Köln

### Buchtitel
- Die Schwebebahn, Hg. Wuppertaler Stadtwerke AG, von Kurt Hackenberg, Wuppertal o. J.
- Waldemar van Wichelkus (Gottfried Walter Dicke): Kiek öwer'n Tuun. Wuppertal 1955, Born-Verlag, 5. Aufl. 1982
- Humor im Geschäft, Anekdoten, Schnurren, Aphorismen und Stilblüten aus dem Wirtschaftsleben. Verlag Fritz Knapp, Frankfurt/M. 1954, 5. Auflage 1964
- Mit dem Lenkrad in der Hand – Heiteres von unterwegs. (Hg. Arthur Westrup), Verlag Delius Klasing 1989

### Veröffentlichungen von Plakaten in internationalen Jahrbüchern
- modern publicity, Großbritannien
- International Poster Annual, Schweiz
- graphis, Schweiz

## Ausstellungen
- Einzelausstellung in der „Palette“, Wuppertal-Barmen, 1953
- Kunstausstellung „Ring Bergischer Künstler, Malerei, Graphik, Plastik“, Kulturabteilung der Farbenfabrik Bayer Leverkusen, 1958[8]
- International Biennial of Humour and Satire